# Пенек (железнодорожная станция)
Пенек — село в Чулымском районе Новосибирской области. Административный центр Пеньковского сельсовета. Также бывшая железнодорожная станция Пенек, при которой и выросло село.
Площадь станции — 204 га. К городу Чулым через село Куликовское ведёт автодорога 50Н-3224.

## История
Строительство железнодорожного пути от станции Кокошино началось в 1922 году. Строительство велось прибывшими в 3-х вагонах рабочими, техническим персоналом. Руководил строительством инженер Калугин. Будущая станция относилась к Каргатской лесовозной топливной ветке и до 1926 года являлась частью Омской железной дороги.
В 1923 году уже начала действовать школа.
Железную дорогу до станции Пенёк достроили в 1929 году, до станции Лось в 1939 году. До станции Пихтовка строили уже после войны в 1947 году.
До 1997 года функционировала одноимённая ж/д станция с разворотным тупиком на ветке «станция Кокошино — станция Пихтовка».

## Население
| 2002 | 2007 | 2010 | 2012 | 2013 | 2014 | 2015 |
| ---- | ---- | ---- | ---- | ---- | ---- | ---- |
| 395  | ↘308 | ↘285 | ↘269 | ↘265 | ↘262 | ↗263 |
| 2016 | 2017 | 2018 | 2019 | 2020 | 2021 |      |
| ↘251 | ↘250 | ↘242 | ↘229 | ↘223 | ↘219 |      |

## Инфраструктура
На станции по данным на 2007 год функционирует 1 учреждение образования.
Улицы села: Железнодорожная, Школьная, Совхозная.